# کوپرتون (اکلاهما)
کوپرتون(به انگلیسی: Cooperton) شهری در ایالت اکلاهما کشور ایالات متحده آمریکا است که جمعیت آن در سرشماری سال ۲۰۱۰ میلادی، ۱۶ نفر بوده‌است.